# Ижора (Елизаветинское сельское поселение)
Ижо́ра — деревня в Гатчинском муниципальном округе Ленинградской области.

## История
Деревня Ижоры из 12 дворов упоминается на «Топографической карте окрестностей Санкт-Петербурга» Ф. Ф. Шуберта 1831 года.

ИЖОРА — деревня принадлежит генерал-майору Шкурину, число жителей по ревизии: 26 м. п., 25 ж. п. (1838 год)

В пояснительном тексте к этнографической карте Санкт-Петербургской губернии П. И. Кёппена 1849 года она записана, как деревня Ishora (Ижора) и указано количество её жителей на 1848 год: ижоры — 23 м. п., 30 ж. п., всего 53 человека, савакотов — 27 человек. Ижоры относились к православному Дылицкому Владимирскому приходу, савакоты — к лютеранскому приходу Спанккова.
Согласно 9-й ревизии 1850 года деревня называлась Ижоры и принадлежала генералу Шкурину.

ИЖОРЫ — деревня княгини Трубецкой, по просёлочной дороге, число дворов — 9, число душ — 23 м. п. (1856 год)

Согласно «Топографической карте частей Санкт-Петербургской и Выборгской губерний» в 1860 году деревня Ижоры насчитывала 10 крестьянских дворов.

ИЖОРА — деревня владельческая при колодцах, число дворов — 10, число жителей: 20 м. п., 32 ж. п. (1862 год)

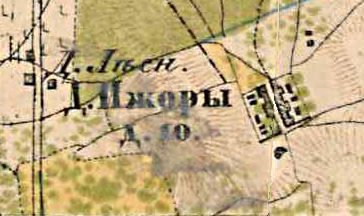
План деревни Ижора. 1885 год

В 1885 году деревня Ижоры также насчитывала 10 дворов.
В конце XIX века деревня административно относилась к Губаницкой волости 1-го стана Петергофского уезда Санкт-Петербургской губернии, в начале XX века — 2-го стана.
К 1913 году количество дворов увеличилось до 14.
С 1917 по 1923 год деревня Ижора входила в состав Елизаветинского сельсовета Губаницкой волости Петергофского уезда.
С 1923 года в составе Венгисаровской волости Гатчинского уезда.
Согласно данным переписи населения СССР 1926 года в деревне Ижоры Елизаветинского сельсовета Венгисаровской волости Троцкого уезда проживали 62 человека — русские и эстонцы.
С 1927 года в составе Гатчинского района.

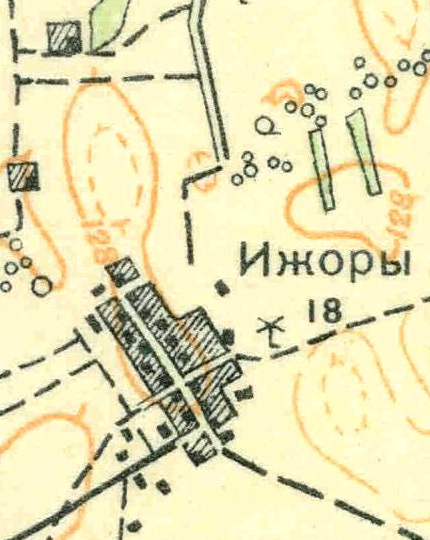
План деревни Ижора. 1931 год

Согласно топографической карте 1931 года деревня называлась Ижоры и насчитывала 18 дворов. В деревне была ветряная мельница.
По административным данным 1933 года деревня называлась Ижора и входила в состав Елизаветинского сельсовета Красногвардейского района.
В 1940 году население деревни Ижора составляло 100 человек.
В 1958 году население деревни Ижора составляло 72 человека.
По данным 1966, 1973 и 1990 годов деревня Ижора также входила в состав Елизаветинского сельсовета.
В 1997 году в деревне проживали 11 человек, в 2002 году — 7 человек (все русские), в 2007 году — 7.

## География
Деревня расположена в северо-западной части района на автодороге 41К-506 (Холоповицы — Шпаньково).
Расстояние до административного центра поселения, посёлка Елизаветино — 1,5 км.
Расстояние до ближайшей железнодорожной станции Елизаветино — 2 км.

## Демография
| 1838 | 1848 | 1862 | 1940 | 1958 | 1997 | 2007 |
| ---- | ---- | ---- | ---- | ---- | ---- | ---- |
| 47   | ↗80  | ↘52  | ↗100 | ↘72  | ↘11  | ↘7   |
| 2010 | 2017 |      |      |      |      |      |
| ↗29  | ↘15  |      |      |      |      |      |

### Национальный состав
Согласно данным Всероссийской переписи населения 2021 года в деревне проживали 86 человек, из них:
 русские — 85, таджики — 1 человек.